# Instituto Superior de Comunicação Empresarial
O Instituto Superior de Comunicação Empresarial (ISCEM) foi uma instituição de ensino superior privado em Portugal, tendo sido criada em 1990.
Ministrava duas licenciaturas em 3 anos: Licenciatura em Comunicação Empresarial e  Licenciatura em Gestão de Marketing; e dois Mestrados em 2 anos: Mestrado em Comunicação Empresarial e Mestrado em Marketing Estratégico.
Encerrou a sua atividade em 31 de outubro de 2019, por ordem do Despacho n.º 7515-B/2019 (2.ª série), de 22 de agosto.
As suas instalações encontravam-se junto do Jardim do Príncipe Real próximo do Bairro Alto e do Chiado, em Lisboa, Portugal. Funcionava dentro de um edifício construído no Período Pombalino.
A sua criação e funcionamento assentaram na Portaria N.º 1072/90 de 24 de Outubro pelo Ministério_da_Educação_(Portugal), sendo aprovado o plano de estudos e onde é reconhecido o valor dos diplomas conferidos, com efeitos em tudo correspondentes aos de titularidade do grau do ensino superior público. 